# Republic F-84 Thunderstreak
De Republic F-84F Thunderstreak is een turbojet-jachtbommenwerper van Amerikaanse makelij. Het toestel van Republic Aviation is de opvolger van de F-84G Thunderjet.
De Thunderstreak heeft met een pijlvleugel weinig meer gemeen met zijn directe voorganger die Nederland in het kader van het Mutual Defense Aid Program (MDAP) van de USAF kreeg.
De F-84F is een van de eerste vliegtuigen met stabilisatoren: in hun geheel beweegbare horizontale staartvlakken. Deze verbeteren de bestuurbaarheid en hiermee werd de Streak een bruikbaar vliegtuig.

## Ontwikkeling
Sommige manoeuvres konden met dit toestel nog steeds niet worden uitgevoerd en dat terwijl de F-84F niet alleen moest dienen als bommenwerper, maar ook als escortejager. De prestaties op grote hoogte waren matig, maar de USAF had geen jager met een groter bereik dan de F-84. De pijlvleugel was groter en kon 25% meer brandstof bevatten dan de Thunderjet. De tiptanks waren verdwenen, maar de F-84F kon vier pylontanks meenemen, waarvan twee met een inhoud van 1700 liter.
De eerste toestellen waren voor 506 Strategic Fighter Wing op Dow Field, dezelfde SAC-basis die acht jaar eerder de eerste Thunderjets had ontvangen. Halverwege 1955 vlogen zes strategische wings met de Thunderstreak, maar met de komst van straalbommenwerpers had de escortejager zijn langste tijd gehad; twee jaar later had Strategic Air Command al zijn F-84F’s aan Tactical Air Command overgedragen.
De Streak voelde zich beter thuis op lage hoogte, waar hij goed door de dichte, turbulente lucht kon vliegen. De robuuste constructie was bestand tegen een snelheid van 1115 km/h.

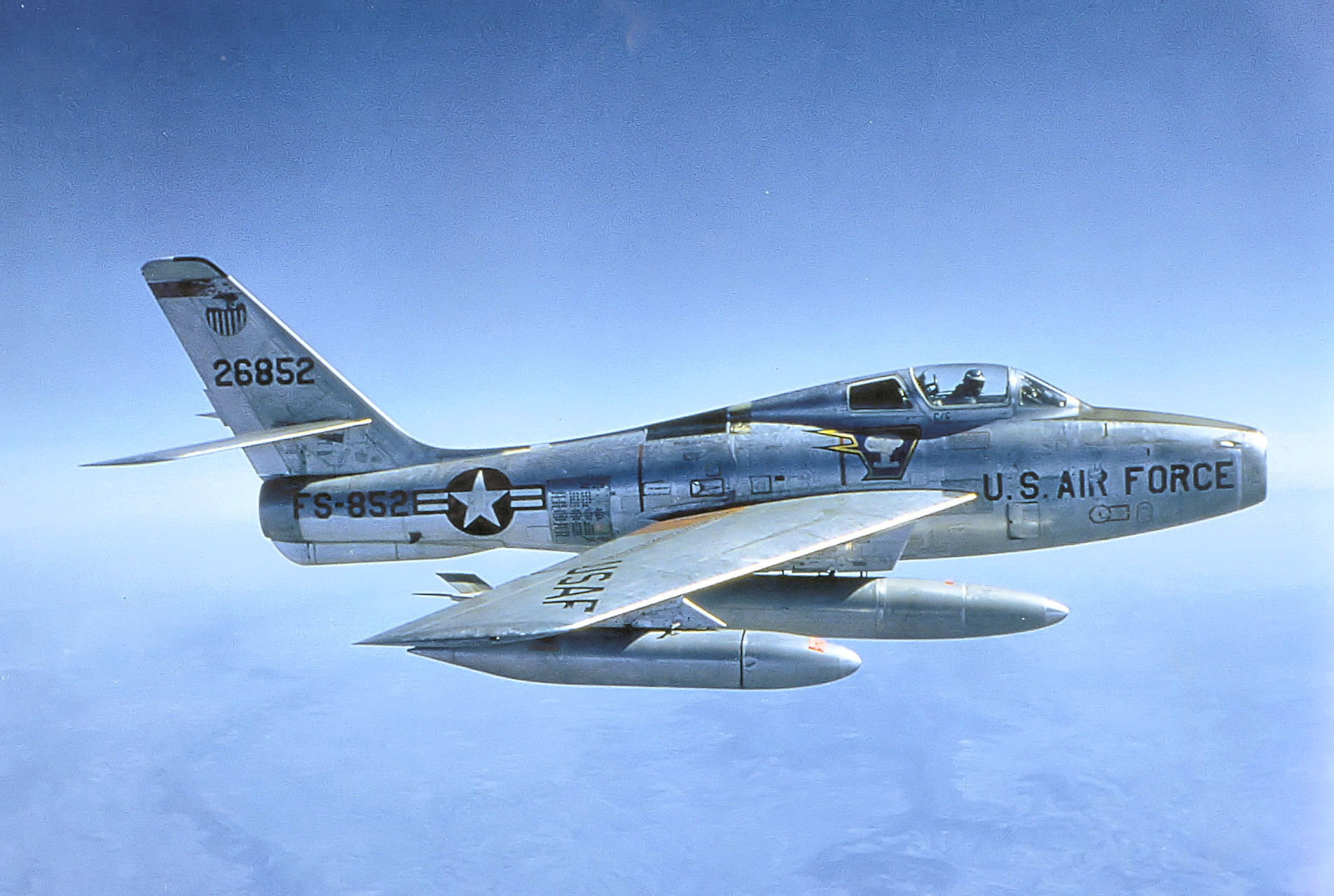
Een USAF Streak

Vanaf mei 1954 ontvingen zeven USAF Fighter-Bomber Wings de Thunderstreak, waarvan twee in Europa: 20e FBW op Weathersfield en 81e FBW op Bentwaters. De Thunderstreak kon loopings en Immelmanns vliegen; deze manoeuvres maakten deel uit van de techniek voor het afwerpen van atoombommen door laagvliegende vliegtuigen. De atoombom moest namelijk in opwaartse richting over the shoulder worden afgeworpen. Het vallen werd daardoor vertraagd en de vlieger kreeg de tijd om een goed heenkomen te zoeken.

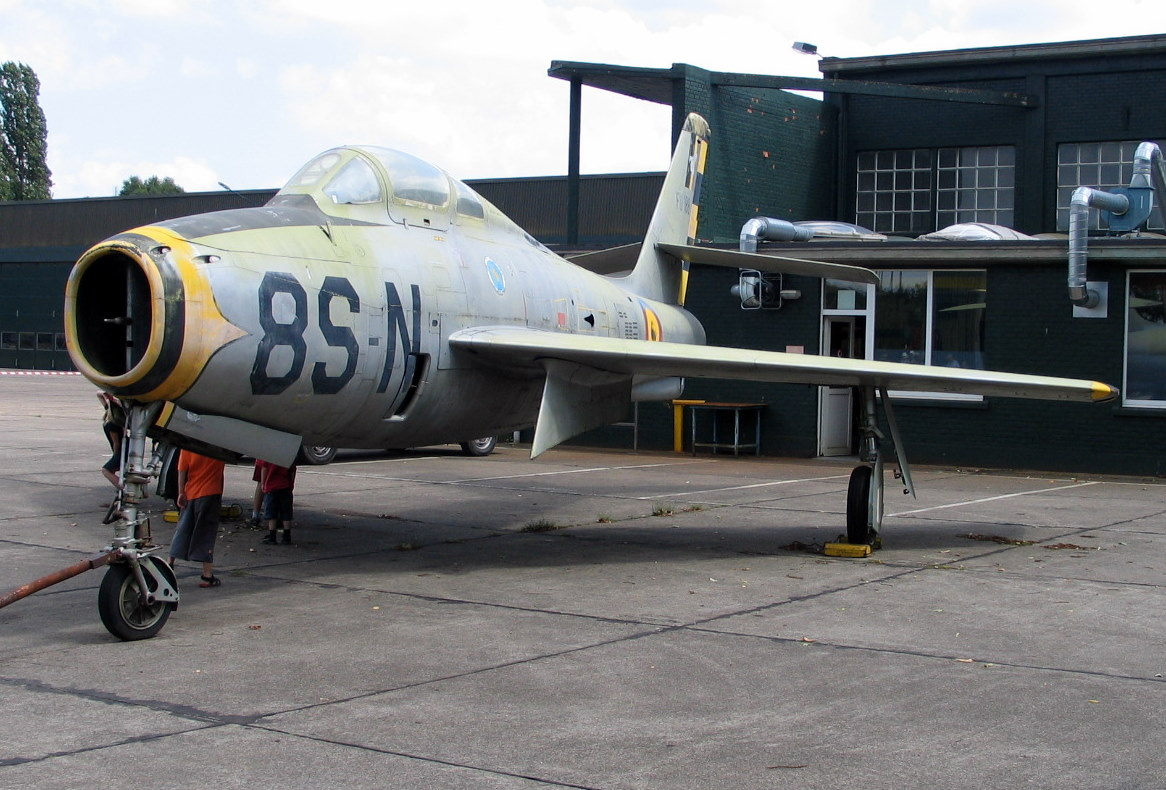
Een Belgische F-84F op de Vliegbasis Kleine-Brogel

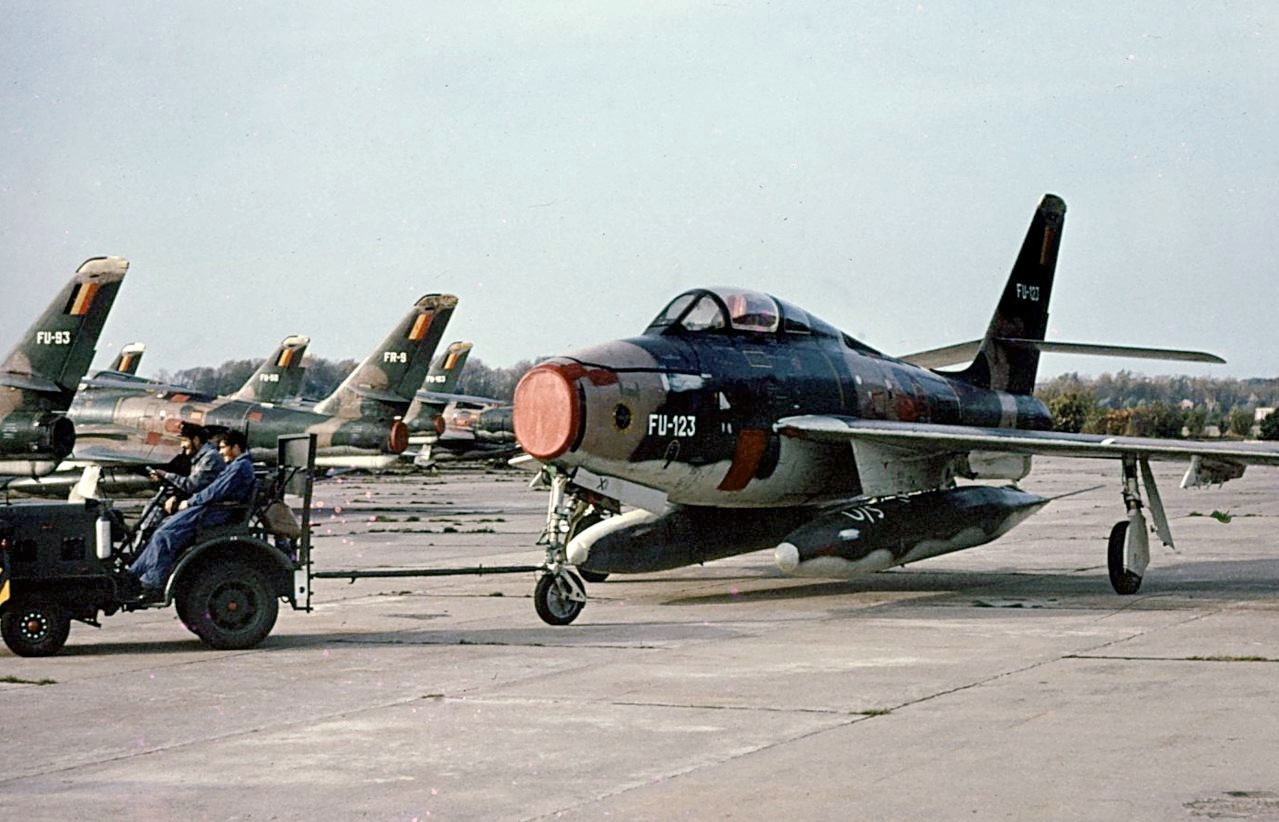
Belgische Thunderstreak

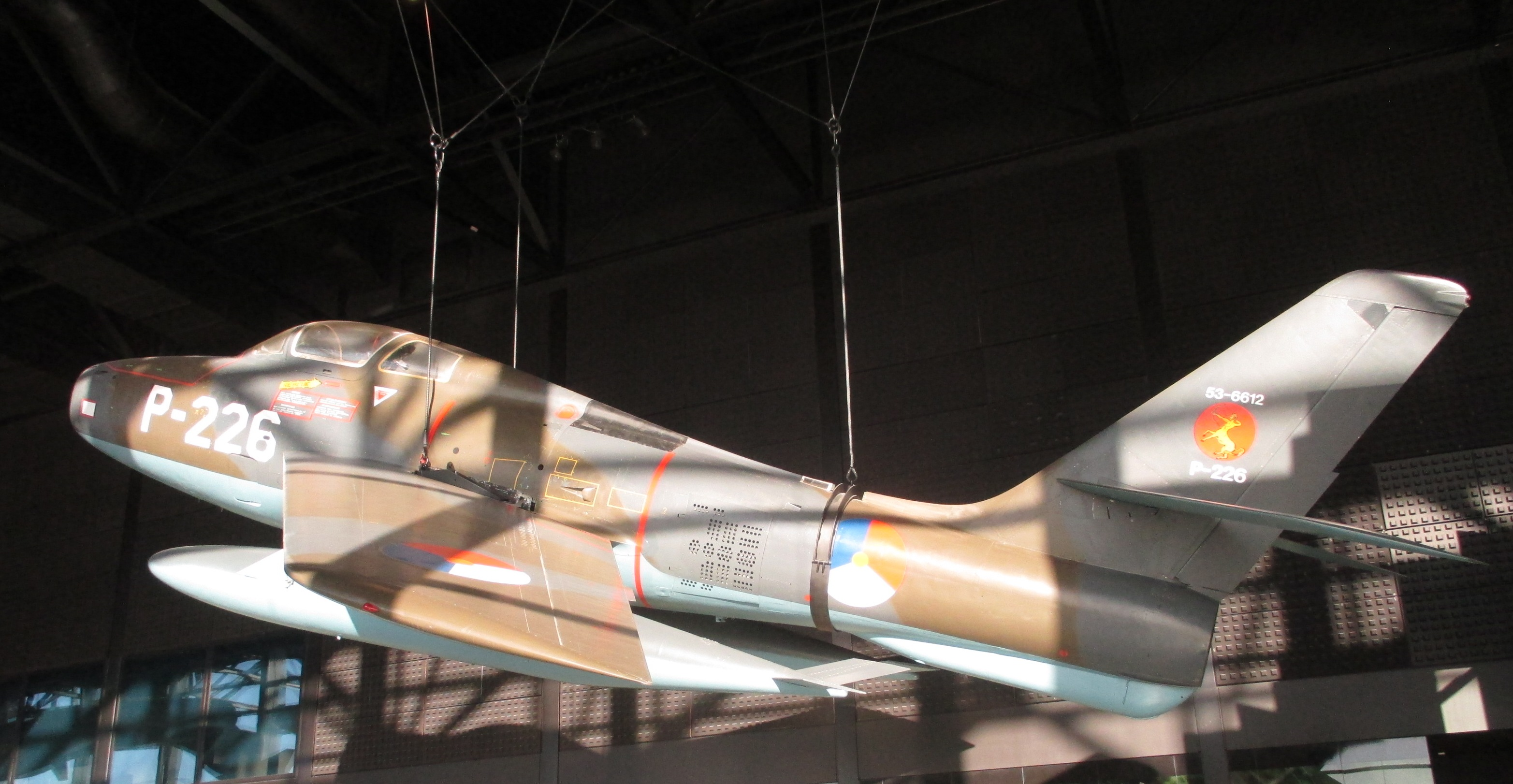
F-84 Thunderstreak - Nationaal Militair Museum, Soesterberg

In 1955 verscheen de F-84F met een sterkere J65-W-3 motor. De latere Streaks hadden een remparachutehouder onder de staart, die ook werd aangebracht op oudere toestellen.
Er zijn 2714 Thunderstreaks gebouwd, waarvan 599 door General Motors in Kansas City. De laatste kwam van de lijn in Farmingdale in augustus 1957. De rol van de Streak in het TAC was toen al uitgespeeld: eind jaren vijftig verwees de F-100 Super Sabre de F-84F naar squadrons van de Air National Guard. Verschillende van deze eenheden werden gemobiliseerd in 1961, tijdens de crisis om de bouw van de Berlijnse Muur. In 1971 verlieten Amerika’s laatste Streaks de Alaska ANG. De Thunderstreak diende nooit in de Vietnamoorlog.

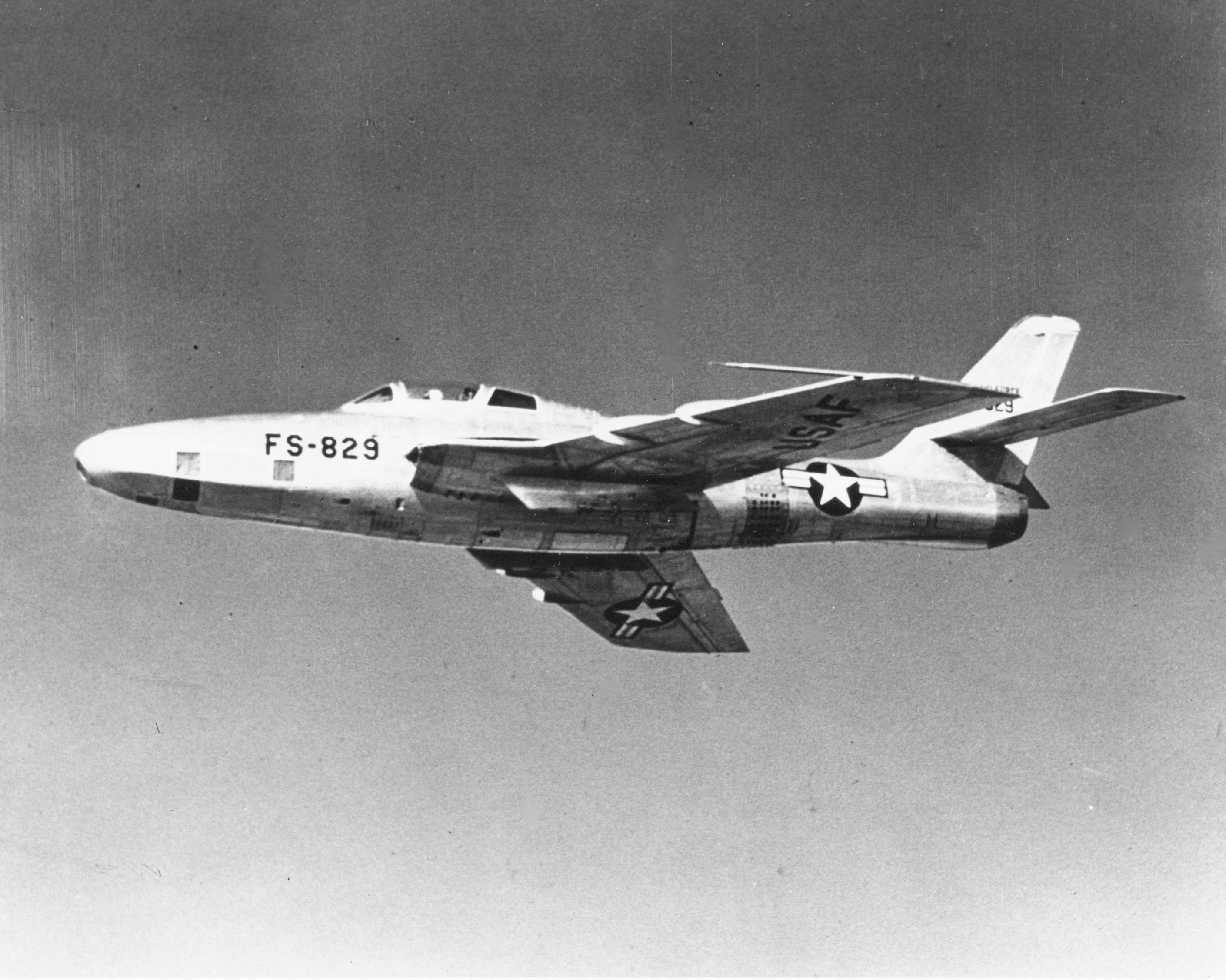
Republic RF-84F Thunderflash fotoverkenner

## Inzet
De Streak raakte in gevechtshandelingen in NAVO-dienst, tot ongenoegen van de Amerikanen. Tegen het gevaar uit de Sovjet-Unie gaf de USAF meer dan 1300 nieuwe F-84F’s ter waarde van 1 miljard dollar in bruikleen aan Frankrijk, België, Nederland, Italië en West-Duitsland. In december 1954 demonstreerde de 81e FBW de Streak op Bentwaters aan de NAVO, die het type formeel aanvaardde als opvolger voor de Thunderjet.
Escadre de Chasse 3 op Reims was de eerste buitenlandse eenheid die de Streak in gebruik nam en vier andere Franse wings volgden. Frankrijk ontving ruim 300 Streaks. EC 3 en EC 11 schakelden snel over op de F-100D nadat EC 3 had deelgenomen in de Suezcrisis.
In 1956 legde Egypte beslag op de Brits-Franse maatschappij die het Suezkanaal beheerde. Samen met Israël besloten Londen en Parijs tot militaire acties, ondanks Amerikaanse bezwaren. 36 Thunderstreaks van EC 1, vliegend vanaf het Israëlische vliegveld Lydda, steunden het Israëlische offensief van 29 oktober; de toestellen van EC 3, opererend vanaf Akrotiri op Cyprus, begonnen op 1 november met aanvallen op vliegvelden. Bij een daarvan vernietigden ze een twintigtal Il-28-bommenwerpers op de grond. Een Il-28 en een F-84 werden neergeschoten.

## Moeizame start bij de KLu
Enkele toestellen werden door de Amerikanen overgevlogen, maar de meeste Streaks voor de Koninklijke Luchtmacht werden door Amerikaanse vliegdekschepen naar Rotterdam gebracht en 's nachts over de weg naar vliegveld Ypenburg gesleept.
311 squadron nam de eerste Nederlandse toestellen officieel in ontvangst op de vliegbasis Volkel in december 1955.
312 squadron vloog de eerste missie met F 84F’s in april 1956, maar beide Streaks landden met een mechanisch defect op Volkel. Enkele weken later raakten drie vliegers van 312 de weg kwijt, maakten de brandstof op en moesten zich redden per schietstoel.
Het zeer lage niveau van de vliegers leidde dus tot veel werk voor het opleidingssquadron 313, dat naast de 20 Lockheed T-33’s ook 25 Streaks in gebruik nam. Ook de Eindhovense squadrons 314 en 315 wisselden hun F-84G’s voor 25 -F’s en het reservistensquadron 316 werd met de Streak opnieuw opgericht.
Aanvankelijk vlogen dus zes squadrons met Streaks. De KLu beschikte nooit over meer dan 156 Streaks als gevolg van de vele ongelukken in de eerste jaren. Wegens tekort aan vliegtuigen werd 316 squadron opgeheven. 313 volgde bij een reorganisatie van opleidingen. De Operationele Conversiecursus op de F-84F werd ingedeeld bij 312 en uiteindelijk bij 315 squadron, dat er 38 Streaks op na hield. 315 trainde ook Belgische vliegers in het kader van de Belgisch-Nederlandse vliegopleiding.
Een Thunderstreak is tentoongesteld bij de ingang van de Vliegbasis Gilze-Rijen aan de N282.

## België
Bij de Belgische Luchtmacht waren de Thunderstreaks gebaseerd op de vliegbases Florennes en Kleine Brogel. Ze werden in het begin van de jaren 70 vervangen door de Dassault Mirage 5. Op het vliegtuigenpark in Koksijde werden ze allemaal (op een paar uitzonderingen na) verschroot. 
Een Thunderstreak is op een betonnen sokkel tentoongesteld op de rotonde nabij de basis van Florennes. Aeroclub Sanicole te Hechtel-Eksel en Aeroclub Keiheuvel te Balen hebben er elk ook een op hun terrein staan.

## NAVO-taken
194 Thunderstreaks gingen naar de Italiaanse luchtmacht, die er de F-84G mee afloste bij 8 squadrons op de bases Rimini-Miramare, Ghedi-Montichiari en Aviano. Halverwege 1959 waren er nog vijf Gruppi met F-84F’s over.
De Duitsers vlogen nooit met de Thunderjet, de Streak was het eerste gevechtsvliegtuig van de nieuwe Luftwaffe. Het eerste Jagdbombergeschwader, JBG 31, werd in juni 1958 operationeel. JBG 32, 33, 34 en 36 volgden. Deze vijf wings versleten 450 Streaks.
Hoewel Duitse militairen niet in de buurt van kernwapens mochten komen, betrok de USAF vanaf 1960 andere bondgenoten op het Europese vasteland wel bij de dreiging met massale nucleaire vergelding. 311 Sqn van de KLu werd in Nederland als eerste door de USAF aangewezen, gevolgd door 312 Sqn. De atoombommen op de vliegbasis Volkel werden door de USAF beheerd; een situatie die tot op heden voortduurt. Ook op bases in andere landen b.v. Kleine Brogel, Rimini, Ghedi, Buchel en Lahr werden kernwapens opgeslagen.
314 Sqn op Eindhoven kreeg met conventionele bommen een oorlogsbestemming op de flanken van het NAVO-gebied toegewezen; veelvuldige oefeningen in Noorwegen waren het gevolg.

## Aflossing
In december 1970 nam 314 squadron afscheid van de laatste Nederlandse Streak: de P-177 die, in de geest van die tijd, met bloemetjes was opgeschilderd. De F-84F was bij de KLu 15 jaar in dienst geweest. Er werden 320.528 vlieguren mee gemaakt en in die periode gingen 74 toestellen verloren.